# Pithecellobium peckii
Pithecellobium peckii är en ärtväxtart som beskrevs av Sidney Fay Blake. Pithecellobium peckii ingår i släktet Pithecellobium och familjen ärtväxter. Inga underarter finns listade i Catalogue of Life.